# Ixora moluccana
Ixora moluccana är en måreväxtart som beskrevs av Cornelis Eliza Bertus Bremekamp. Ixora moluccana ingår i släktet Ixora och familjen måreväxter. Inga underarter finns listade i Catalogue of Life.